# Alcyonium coralloides
Alcyonium coralloides, comúnmente conocido como falso coral, es una especie colonial de coral blando en la familia Alcyoniidae. Es nativo del noreste del Océano Atlántico y del Mar Mediterráneo. En la primera ubicación, generalmente crece en láminas o pequeños lóbulos, pero en el último es parasitario y crece sobre los abanicos marinos.

## Taxonomía
Este coral blando fue descrito por primera vez en 1766 por el naturalista ruso Peter Simon Pallas, quien lo nombró Parerythropodium coralloides. Posteriormente, se determinó sobre la base de sus formas de crecimiento, la naturaleza de sus espículas (pequeños elementos esqueléticos) y los pasajes en su coenénquima (el tejido que une los pólipos) que debería incluirse en el género Alcyonium y se le cambió el nombre a Alcyonium coralloides.

## Distribución y hábitat
Alcyonium coralloides es abundante en el Mar Mediterráneo pero menos común en la costa atlántica de Europa Occidental y en el Canal de la Mancha. El límite norte de su rango es Escocia. En el Océano Atlántico, las colonias son pequeñas y crecen directamente en paredes rocosas verticales, debajo de salientes y en cuevas. En el Mediterráneo, las colonias suelen crecer en abanicos marinos como Eunicella, Paramuricea y Leptogorgia, así como en el tunicado Microcosmus y en alga coralinas. Algunas especies comúnmente colonizadas incluyen Eunicella singularis, Eunicella cavolinii,
Eunicella verrucosa, Paramuricea clavata y Leptogorgia sarmentosa.

## Descripción
Alcyonium coralloides tiene varios hábitos de crecimiento diferentes. En el Océano Atlántico, a veces crece como láminas incrustantes sobre superficies rocosas. Estas son rojas con pólipos blancos o amarillos, a veces con áreas desnudas donde faltan los pólipos. Con más frecuencia, crece en lóbulos cortos en forma de dedo de hasta 4 cm (1,6 plg) de largo, de color rosa pálido con pólipos blancos. Rara vez incrusta abanicos marinos.

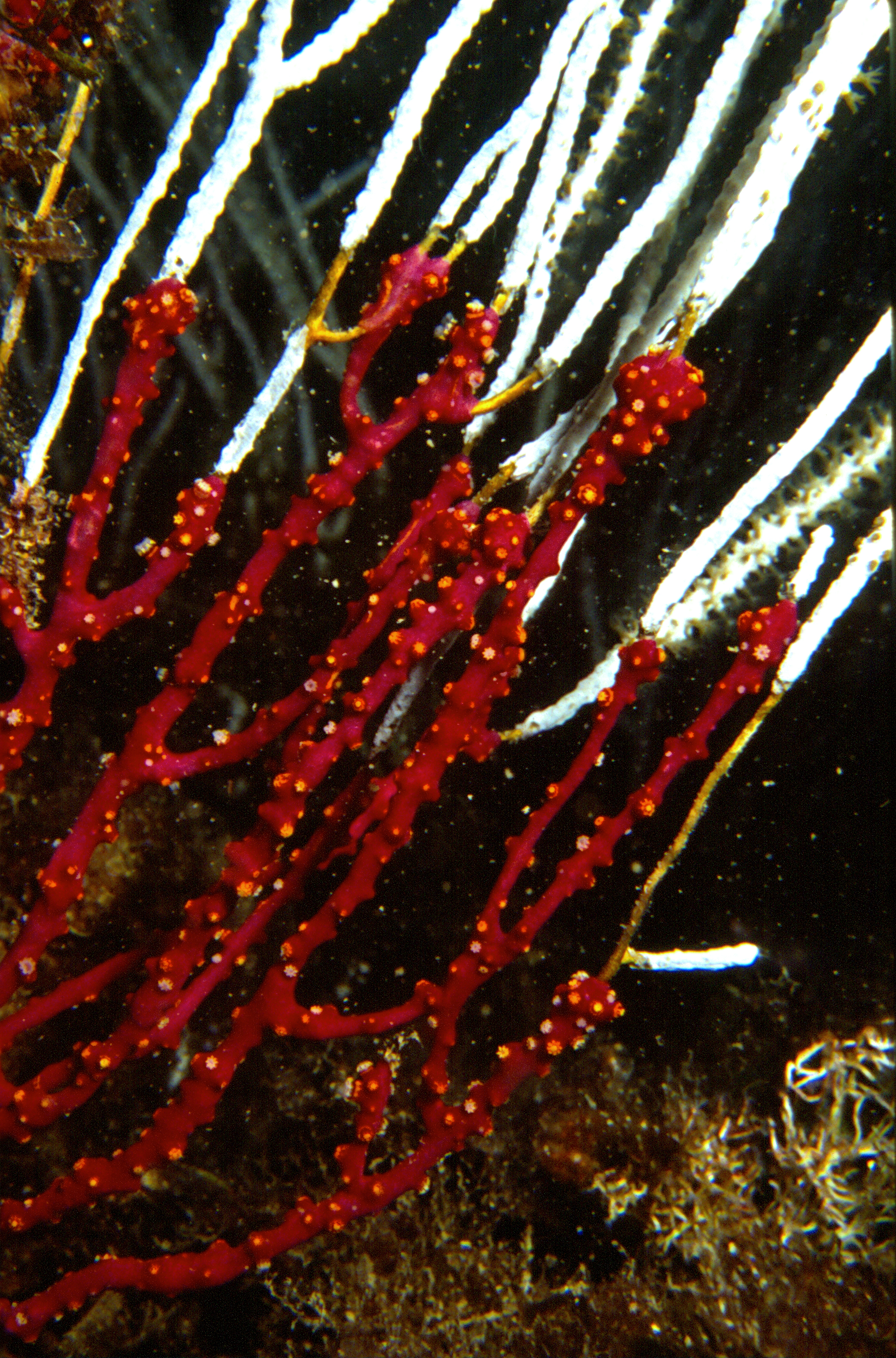
Alcyonium coralloides creciendo sobre Eunicella singularis

En el Mediterráneo, el hábito de crecimiento de Alcyonium coralloides es frecuentemente incrustante, creciendo sobre la superficie de un gorgoniano. El abanico marino tiene un esqueleto rígido, por lo que Alcyonium coralloides no necesita un esqueleto de soporte, pero sí tiene espículas en sus capas superficiales que lo hacen áspero al tacto. El color de la colonia suele ser púrpura, pero puede ser blanco, rosa o amarillo. Las formas blancas y rosadas ocurren principalmente en aguas profundas y se consideran mutantes. Los pólipos, que suelen ser blancos, crema o amarillos, pueden tener 5 mm (0,2 plg) de largo y generalmente son más grandes que los del abanico marino que está incrustando. Se puede considerar parasitario ya que los tejidos del abanico marino son destruidos y Alcyonium coralloides se adhiere al esqueleto subyacente. El mecanismo por el cual mata los tejidos de su huésped no se comprende. Ocasionalmente, en el Mediterráneo, este coral blando exhibe una forma lobulada similar a las colonias atlánticas.

## Biología
Como otros corales blandos, Alcyonium coralloides es un filtrador de suspensión. Los pólipos extienden sus tentáculos pinnados ampliamente y recogen pasivamente zooplancton y partículas orgánicas del agua que fluye. Al colonizar gorgonias, Alcyonium coralloides se eleva sobre la superficie del sustrato. Esto le resulta ventajoso ya que el flujo de agua, y por lo tanto el suministro de plancton, se ve aumentado.
Las colonias son o masculinas o femeninas y la reproducción sexual ocurre en poblaciones mediterráneas. Con un período de cinco o seis meses, la duración de la gametogénesis es más corta que para cualquier otro octocoral litoral. Se han observado larvas en la cavidad gástrica de las hembras en mayo y en el agua abierta en junio, estando listas para asentarse a principios del verano, momento en el cual los corales huéspedes son más vulnerables debido a sus propias actividades de reproducción. En el Atlántico, la reproducción es principalmente por partenogénesis, con embriones siendo incubados dentro de la cavidad gástrica de sus padres, para ser liberados como juveniles con capacidad limitada de dispersión. Esto puede explicar la falta de variabilidad y la distribución bastante irregular de este coral blando en el Atlántico en comparación con su abundancia en el Mediterráneo occidental.